# Dolores, Nuevo León
Dolores är en ort i Mexiko.   Den ligger i kommunen Mier y Noriega och delstaten Nuevo León, i den centrala delen av landet, 500 km norr om huvudstaden Mexico City. Dolores ligger 1 528 meter över havet och antalet invånare är 467.
Terrängen runt Dolores är kuperad åt nordost, men åt sydväst är den platt. Runt Dolores är det glesbefolkat, med 8 invånare per kvadratkilometer. Närmaste större samhälle är Doctor Arroyo, 18,4 km norr om Dolores. Omgivningarna runt Dolores är i huvudsak ett öppet busklandskap.